# معماری وب‌گرا
معماری وب‌گرا (به انگلیسی: Web-Oriented Architecture) در سال ۲۰۰۶ توسط Nick Gall از گروه Gartner ابداع شده‌است. معماری وب‌گرا یک سبک معماری نرم‌افزاری است که معماری سرویس گرا (Service-Oriented Architecture) را در راستای اپلیکیشن‌های تحت وب گسترش می‌دهد. معماری وب گرا در اصل توسط بسیاری از شبکه‌های اجتماعی و وب سایت‌های شخصی ساخته شده‌است.

## مفهوم
تعریف رسمی Gartner از معماری وب گرا چنین است: "معماری وب گرا یا Web-Oriented Architecture سبکی معمارگونه از معماری سرویس گرا یا همان Service-Oriented Architecture می‌باشد که به یکپارچگی سیستم‌ها و کاربران از طریق ابررسانه‌های مرتبط با هم در سطح جهانی بر اساس معماری وب می‌پردازد. این نوع معماری بر تمامی اینترفیس‌ها (رابط کاربری و رابط کاربردی برنامه‌نویسی) به منظور دستیابی به تأثیرات شبکهٔ جهانی از طریق پنج عنصر رابط اساسی ذیل تأکید دارد:
- شناسایی منابع
- بکارگیری منابع از طریق نمایش آنها (منابع وب)
- پیام‌های خودتوصیفی
- ابررسانه بعنوان قلب تپنده موقعیت برنامه
- درگیر نکردن برنامه

"
Nick Gall همچنین فرمولی برای تعریف معماری وب گرا (WOA) ارائه داده‌است که بدین شکل است: " WOA = SOA + WWW + REST "
Dion Hinchcliffe مدعی است که معماری وب گرا چنین است: «مجموعه ای از هسته پروتکل‌های وب مانند HTTP, XML است و اینکه تنها تفاوت معماری سرویس گرای سنتی و مفاهیم معماری وب گرا اینست که WOA از REST حمایت می‌کند. REST متدی به‌طور فزاینده محبوب، قدرتمند و ساده به منظور اعمال نفوذ پروتکل انتقال ابر متن HTTP بعنوان یک وب سرویس در چارچوب حقوق خودش است.»

## پشتهٔ معماری وب‌گرا
پشتهٔ معماری وب گرا WOA شامل چنین مواردی است:
- توزیع (HTTP , Feeds)
- ترکیب (Hypermedia , Mashups)
- امنیت (OpenID, SSL)
- قابلیت انتقال داده (XML,RDF)
- قابلیت نمایش داده (ATOM, JSON)
- متدهای انتقال (REST, HTTP, BitTorrent)

## معماری وب گرای سازمانی
معماری وب گرای سازمانی یا Enterprise Web Oriented Architecture (EWOA) یکی از زیر سبک‌های SOA می‌باشد. EWOA مجموعه ای از عناصر، اصول و فرآیندهای معماری مبتنی بر وب می‌باشد. وب سایت‌ها و برنامه‌های کاربردی جدید مانند Google AdSense, Wikipedia و دیگر سرویس‌های RESTful از WOA استفاده می‌کنند.

## رابط کاربردی برنامه‌نویسی موبایل
مثال حال حاضر WOA را می‌توان Google's Open Social یا MindTouch دانست. در حال حاضر Mobile API بنایی اساسی بر تمرکز در استفاده از تکنولوژی WOA دارند. ساخت چنین سرویس‌هایی با استفاده از پروتکل‌های ساده شده وب نظیر Rest , JSON بیش از پیش آسان شده‌است. این پروتکل‌ها برای توسعه دهندگان وب بسیار راحت‌تر است چرا که CPU و پهنای باند کمتری را طلب می‌کنند. این پروتکل‌ها بیشتر بخاطر شبکه‌های اجتماعی بزرگ نظیر فیس بوک، آمازون، توییتر و … شناخته شده‌اند.